# 小行星群列表

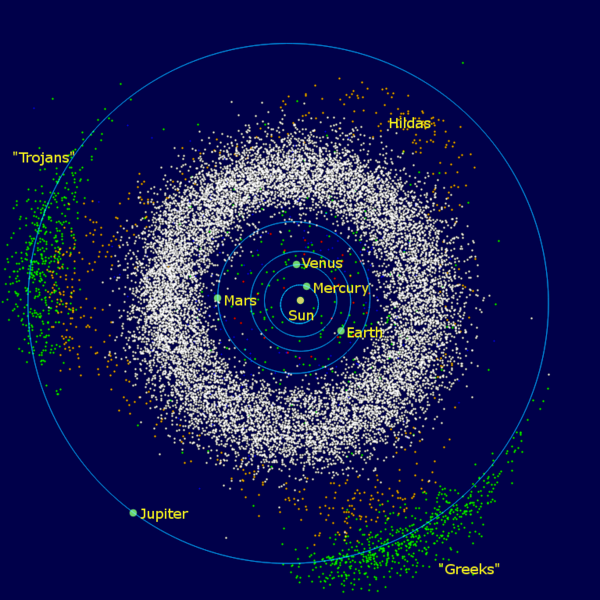

小行星群是指軌道大致相似的小行星群體。成員之間通常是不相關的，不像小行星家族，後者通常是由一顆小行星的解體引起的。按照慣例，以被發現的第一個成員的名字命名這一組小行星，而這個成員通常是群組裡最大的。

## 內太陽系
圍繞太陽運行的小行星相對較少。其中幾個群體現時是假設性的，尚未發現任何成員；因此，它們的名字是臨時的。
- 祝融型小行星是完全在水星軌道內運行的假想小行星（遠日點小於0.3874 AU）。已經對祝融型小行星進行了一些蒐索，但到目前為止還沒有發現。
- 愛洛查赫妮姆型小行星（之前命名為瓦提拉）是完全在金星軌道內運行的小行星（遠日點小於0.718 AU）。截至2022年，已知只有一顆這樣的小行星：(594913) 愛洛查赫妮姆。
- 阿提拉型小行星（阿波希利型小行星；地球軌道內側的小行星）是一小群已知的小行星，其遠日點小於0.983 AU，這意味著它們完全在地球軌道內側運行。該型小行星以其第一顆已確認成員的名字，(163693) 阿提娜命名。截至2020年，該型小行星已有36名成員，其中6名成員已編號[1]。
- 水星軌道穿越小行星：近日點在水星軌道內側的小行星。即近日點小於0.3075天文單位的小行星。
- 金星軌道穿越小行星：近日點在金星軌道內側的小行星。即近日點小於0.7184天文單位的小行星。這一型包括遠日點大於0.7184天單位的水星軌道穿越小行星。除了(594913) 愛洛查赫妮姆，所有已知的水星軌道穿越小行星，都滿足這一條件。(594913) 愛洛查赫妮姆的遠日點小於金星的近日點，近日點略小於水星的遠日點。
- 越地小行星的近日點小於地球的近日點0.9833 AU。這一組包括上面的水星和金星軌道穿越者，但排除阿提娜型小行星。它們還分為
  - 阿登型小行星具有小於1天文單位的半長軸，是依據(2062) 阿登小行星命名。
  - 阿波羅型小行星具有大於1天文單位的半長軸，是依據(1862) 阿波羅小行星命名
- 阿周那型小行星有點模糊地定義為具有與地球相似的軌道；即具有約1AU的平均軌道半徑並且具有低離心率和傾角[2]。由於這個定義的模糊性，一些屬於阿提娜、阿莫爾、阿波羅或阿登群的小行星也可以被歸類為阿周那型小行星。該術語（名稱）由太空監視引入，並不指現有的小行星群；阿周那型的例子包括1991 VG小行星。
- 地球特洛伊是位於地日系統的L4和L5拉格朗日點的小行星。從地球表面觀察到，它們在天空中的位置將固定在太陽東西約60度處，由於人們傾向於以更大的離日度蒐索小行星，因此很少在這些位置進行蒐索。少數已知的地球特洛伊小型星是2010 TK7和2020 XL5。
- 近地小行星是一個包羅萬象的術語，泛指軌道接近地球的小行星。它幾乎包括了上述所有的小行星群，以及阿莫爾型小行星

- 阿莫爾型小行星，以(1221) 阿莫爾命名，是近地小行星，但其近日點位於地球軌道外，不會穿越地球軌道。
- 火星軌道穿越小行星的軌道與火星交叉，但不一定與地球接近。
- 火星特洛伊跟隨或前導在火星軌道上的小行星，其在火星前方60°（L4）或後方60°（L5）的兩個拉格朗日點中的任何一個。截至2020年11月，已知有9顆。最大的似乎是(5261) 尤里卡。.
- 許多與地球、金星和水星相交的小行星都有比1天文單位更大的遠日點。

## 小行星帶

直方圖顯示了四個最突出的柯克伍德空隙，並可能劃分為內部、中間和外部主小行星帶的小行星：
主帶內側的小行星（a < 2.5 AU）
主帶中間的小行星（2.5 AU < a < 2.82 AU）
主帶外側的小行星（a > 2.82 AU）

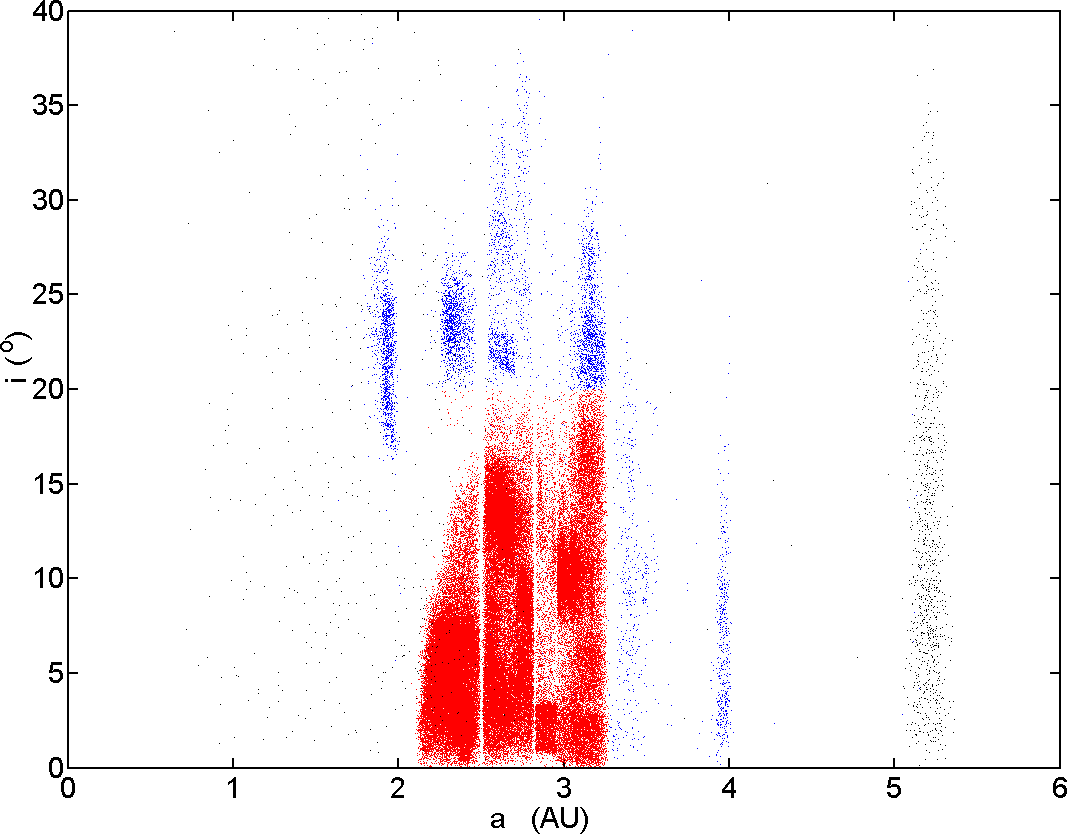
聚集在木星軌道上的小行星群。小行星帶顯示為紅色。

絕大多數已知的小行星軌道位於火星和木星的軌道之間，大致在2到4AU之間。由於木星引力的影響，這些小行星無法形成行星。木星的引力影響，通過軌道共振，清出了小行星帶中的柯克伍德空隙，該空隙於1874年首次被丹尼爾·柯克伍德識別出來。
小行星密度最高的區域（位於2.06和3.27 AU的柯克伍德空隙之間，離心率低於約0.3，傾角小於30°）被稱為主小行星帶。柯克伍德空隙可以進一步細分為：
- 內側小行星帶：由於3:1的木星軌道共振，最强大的柯克伍德缺口內 2.50 AU。最大的成員是灶神星。
  - 它顯然還包括一個被稱為主帶小行星I的群，它們的半長軸在2.3 AU到2.5 AU之間，傾角小於18°。
- 中間小行星帶：軌道與木星有著3:1和5:2之間的共振，後者在2.82天文單位。最大的成員是穀神星（矮行星）。這一群顯然還分為：
  - 主帶小行星IIa：其半長軸在2.5 AU和2.706 AU之間，傾角小於33°。
  - 主帶小行星IIb：半長軸在2.706 AU和2.82 AU之間，傾角小於33°。
- 外側小行星帶：軌道與木星在5:2和2:1之間共振。最大的成員是(10) 健神星。這一群體顯然又分為：
  - 主帶小行星IIIa：其半長軸在2.82 AU和3.03 AU之間，離心率小於0.35，傾角小於30°。
  - 主帶小行星IIIb：其半長軸在3.03 AU和3.27 AU之間，離心率小於0.35，傾角小於30°。

### 木星軌道上的其它群體
主小行星帶外有許多或多或少不同的小行星群，可以通過與太陽的平均距離或幾個軌道元素的特定組合來區分：
- 匈牙利族：平均軌道半徑在1.78 AU到2 AU之間，離心率小於0.18，傾角在16°到34°之間。它們以(434) 匈牙利命名，位於火星軌道外，可能與木星9:2共振或火星3:2共振導致。
- 福后星族：平均軌道半徑在2.25 AU到2.5 AU之間，離心率大於0.1，傾角在18°到32°之間。一些來源將福后星族小行星與匈牙利族小行星歸為一類，但這兩類小行星之間的分裂是真實的，都是由與木星4:1的共振引起的。這一族以(25) 福后星命名。
- 艾琳達族：平均軌道半徑2.5 AU和0.4至大概0.65的離心率。這些天體與木星的共振為3:1，與地球的共振為4:1。許多艾琳達族小行星的近日點非常靠近地球軌道，因此很難觀測到。艾琳達族小行星「不」在穩定的軌道上，最終將與木星或類地行星相撞。這一族以(887) 艾琳達命名。
- 智神星族：小行星的平均軌道半徑在2.7到2.8 AU之間，傾角在30°到38°之間。以(2) 智神星命名。
- 格里夸族：軌道半徑在3.1 AU和3.27 AU之間，離心率大於0.35。這些小行星與木星處於穩定的2:1天平動，處於高傾角軌道。到目前為止，已知的大約有5到10顆，其中(1362) 格里夸和(8373) Stephenguld最為突出。
- 原神星族：平均軌道半徑在3.27AU和3.7AU之間[3]，離心率小於0.3[4]，軌道傾角小於30°[3]。這個小行星族似乎聚集在與木星7:4共振的周圍。以(65) 原神星命名[4]。
- 希爾達族：平均軌道半徑在3.7 AU和4.2 AU之間，離心率大於0.07，傾角小於20°。這些小行星與木星形成3:2的共振。以(153) 希爾達命名。
- 圖勒族：與木星處於4:3的共振，並且以(279) 圖勒命名該族。本族的小行星還有(186024) 2001 QG207和(185290) 2006 UB219[5]。
- 木星特洛伊：平均軌道半徑在5.05 AU和5.4 AU之間，位於木星前後60°處的兩個拉格朗日點周圍的細長彎曲區域。以傳說中的特洛伊戰爭的兩個對立陣營命名前後兩群；前導點為L4，稱為希臘群，後隨點為L5，稱為特洛伊群。以傳說中的特洛伊戰爭的兩個對立陣營命名前後兩群，各除了一個例外，每個節點中的對象都是以衝突方的成員命名的。(617) 帕特羅克洛斯在特洛伊群和(624) 赫克特在希臘群，被刻意放置在敵方陣營作為俘虜。

在希爾達族和木星特洛伊之間有一個禁區（粗略地在4.05至4.94 AU）。除了(279) 圖勒和228顆軌道看起來大多不穩定的物體外，木星的引力已經將所有物體都掃出了這個區域。

## 木星軌道以外的群體
木星軌道以外的大多數小行星被認為是由冰和其他揮發物組成。許多與彗星相似，不同之處在於它們軌道的近日點距離太陽太遠，無法產生明顯的尾巴。
- 達摩克族：以5335達摩克利斯命名，也稱為「歐特特雲群」。它們被定義為從歐特雲「落下」的物體，因此它們的遠日點通常仍在天王星之外，但它們的近日點位於內太陽系。它們有很高的離心率，有時也有很大的傾角，包括逆行軌道。這個群的定義有些模糊，可能與彗星有很大的重疊。
- 半人馬族：其平均軌道半徑大致在5.4AU和30AU之間。它們現時被認為是跨海王星天體在遭遇氣態巨星後「墜落」的。第一顆被確認的是(2060) 凱龍（(944) 希達戈以前已被發現，但沒有被確認為一顆不同的軌道類別）。

## 海王星軌道上或軌道外的群
- 海王星特洛伊：截至2020年2月，共有29顆天體。第一顆被發現的是2001 QR322。
- 海王星外天體（TNOs）：是指平均軌道半徑大於30 AU的任何東西。這種分類包括古柏帶天體（KBO）、離散盤和歐特雲。
  - 古柏帶天體從大約30 AU延伸到50 AU，並分為以下子類別：
    - 共振天體：佔據與海王星的軌道共振，不包括海王星特洛伊的1:1共振。 
      - 冥族小天體：是迄今為止最常見的共振KBO，就像冥王星一樣，與海王星有2:3的共振。這樣一顆天體的近日點往往靠近海王星的軌道（就像冥王星一樣），但當天體到達近日點時，海王星是在天體前方90度和後方90度之間交替，因此沒有碰撞的機會。MPC將任何平均軌道半徑在39 AU和40.5 AU之間的天體定義為冥族小天體。(90482) 亡神星和 (28978) 伊克西翁是這群中已知最明亮的。
      - 其他共振：在1:2共振中有幾個已知的天體，被稱為「twotinos」，平均軌道半徑為47.7 AU，離心率為0.37。在2:5（55 AU的平均軌道半徑）、4:7、4:5、3:10、3:5和3:4共振等共振中有幾個天體。2:5共振中最大的是 (84522) 2002 TC302，3:10共振中最大的是(225088) 共工星。

    - 傳統古柏帶天體：也稱為QB1天體（Cubewano，以(15760) 阿爾比恩命名，從1992年發現到2018年命名，其臨時名稱為(15760) 1992 QB1），平均軌道半徑在大約40.5 AU和47 AU之間。QB1是古柏帶中的天體，它們沒有被離散，也沒有與海王星共振。最大的是鳥神星。

  - 離散盤天體（SDOs）：與QB1和共振天體不同，通常具有高傾角、高離心率的軌道，其近日點距離海王星軌道不遠。它們被認為是遇到海王星的天體，而被從原本靠近黃道且更圓的軌道「散射」。已知質量最大的矮行星鬩神星屬於這一類。
    - 獨立天體（擴展離散盤）：通常高度橢圓，非常大的軌道高達幾百AU，近日點離海王星的軌道太遠，無法發生任何重大的相互作用。擴展離散盤的一個更典型的成員是(148209) 2000 CR105。.
      - 類賽德娜天體：近日點離海王星軌道很遠的天體。這個群體是以最著名的成員(90377) 賽德娜命名的。截至2020年，這一類別中只有4顆天體被確認，但據懷疑還有更多。

  - 歐特雲是一個假設的彗星雲，平均軌道半徑約在50,000 AU到100,000 AU之間。尚未檢測到歐特雲的天體；這種分類的存在只是從間接證據中推斷出來的。一些天文學家已經初步將(90377) 賽德娜與內歐特雲聯繫起來。

## 外部連結
- Asteroid Classification I – Dynamics, Minor Planet Center, (archived; 18 Apr 2011)